# Raulian Paiva
Raulian Paiva Frazão (Santana, Amapá, Brasil, 17 de octubre de 1995) es un artista marcial mixto brasileño que compite en la división de peso mosca de Ultimate Fighting Championship.

## Primeros años
Nació y creció en Santana, Amapá, Brasil, donde todavía entrena. Comenzó su carrera de MMA a la edad de 18 años.

## Carrera en artes marciales mixtas

### Dana White Contender Series
Apareció en el programa Dana White's Contender Series Brazil. Se enfrentó a Allan Nascimento el 11 de agosto de 2018 y ganó el combate por decisión dividida. Con la victoria, recibió un contrato con la UFC.

### Ultimate Fighting Championship
Raulian Paiva debutó en la UFC el 10 de febrero de 2019 en el evento UFC 234, enfrentándose a Kai Kara-France. Perdió el combate por decisión dividida.
El 10 de agosto de 2019, Paiva se enfrentó a Rogério Bontorin en UFC Fight Night: Shevchenko vs. Carmouche 2. Sufrió una derrota por nocaut técnico en el primer asalto, luego de una lesión facial causada por una rodilla del oponente.
El 15 de febrero de 2020, en UFC Fight Night: Anderson vs. Błachowicz 2, obtuvo su primera victoria en la promoción al noquear a Mark De La Rosa en el segundo asalto.
Paiva volvió a competir el 11 de julio de 2020 en UFC 251, donde enfrentó a Zhalgas Zhumagulov. En el pesaje oficial, superó el límite de peso mosca por 3 libras, por lo que fue multado con el 20% de su bolsa y el combate se llevó a cabo en un peso acordado. Ganó por decisión unánime.
Estaba programado para enfrentarse a Amir Albazi el 31 de octubre de 2020 en UFC Fight Night: Hall vs. Silva, pero se retiró del combate en septiembre debido a una lesión en la rodilla.
Volvió a ser programado para pelear el 22 de mayo de 2021 contra David Dvořák en UFC Fight Night: Font vs. Garbrandt, pero se retiró un día antes del evento tras ser hospitalizado por complicaciones durante el corte de peso.
El 24 de julio de 2021, en UFC on ESPN: Sandhagen vs. Dillashaw, enfrentó a Kyler Phillips. Ganó por decisión mayoritaria en una pelea muy reñida, donde la mayoría de los medios especializados la calificaron como empate. El combate fue premiado con el bono a la Pelea de la Noche.
Posteriormente, el 11 de diciembre de 2021, se midió ante Sean O'Malley en UFC 269. Perdió por nocaut técnico en el primer asalto.
Su última aparición hasta la fecha fue el 25 de junio de 2022 en UFC on ESPN: Tsarukyan vs. Gamrot, donde enfrentó a Sergey Morozov. Perdió el combate por decisión unánime tras ser dominado en los dos últimos asaltos.

## Vida personal
El 21 de octubre de 2018, él y su novia Tieli Alves salían de una fiesta en su ciudad natal en moto cuando fueron atropellados intencionadamente por un coche conducido por unos individuos con los que habían discutido en el evento. No sufrió heridas graves, pero su novia Alves sufrió una grave trama craneal y permaneció en coma durante seis días antes de morir. Los presuntos ocupantes del coche, Elber Nunes Zacheu y Johny de Souza Amoras, fueron detenidos posteriormente por la policía. En recuerdo de su difunta novia, lleva su nombre escrito en su protector bucal durante sus combates en la UFC.

## Campeonatos y logros

### Artes marciales mixtas
- Ultimate Fighting Championship
  - Pelea de la Noche (una vez) vs. Kyler Phillips[21]
- North Extreme Championship
  - Campeonato de Peso Gallo de NEC (una vez; ex)

## Récord en artes marciales mixtas
| Resultado | Récord | Oponente                       | Método                                  | Evento                                      | Fecha                    | Ronda | Tiempo | Localización             | Notas                                                            |
| --------- | ------ | ------------------------------ | --------------------------------------- | ------------------------------------------- | ------------------------ | ----- | ------ | ------------------------ | ---------------------------------------------------------------- |
| Derrota   | 21-5   | Sergey Morozov                 | Decisión (unánime)                      | UFC on ESPN: Tsarukyan vs. Gamrot           | 25 de junio de 2022      | 3     | 5:00   | Las Vegas, Nevada        |                                                                  |
| Derrota   | 21-4   | Sean O'Malley                  | TKO (puñetazos)                         | UFC 269                                     | 11 de diciembre de 2021  | 1     | 4:42   | Las Vegas, Nevada        |                                                                  |
| Victoria  | 21-3   | Kyler Phillips                 | Decisión (mayoritaria)                  | UFC on ESPN: Sandhagen vs. Dillashaw        | 24 de julio de 2021      | 3     | 5:00   | Las Vegas, Nevada        | Combate de peso gallo. Pelea de la Noche.                        |
| Victoria  | 20-3   | Zhalgas Zhumagulov             | Decisión (unánime)                      | UFC 251                                     | 12 de julio de 2020      | 3     | 5:00   | Abu Dhabi                | Combate de peso acordado (129 libras); Paiva no alcanzó el peso. |
| Victoria  | 19-3   | Mark De La Rosa                | KO (puñetazos)                          | UFC Fight Night: Anderson vs. Błachowicz 2  | 15 de febrero de 2020    | 2     | 4:42   | Río Rancho, Nuevo México |                                                                  |
| Derrota   | 18-3   | Rogério Bontorin               | TKO (parada médica)                     | UFC Fight Night: Shevchenko vs. Carmouche 2 | 10 de agosto de 2019     | 1     | 2:56   | Montevideo               |                                                                  |
| Derrota   | 18-2   | Kai Kara-France                | Decisión (dividida)                     | UFC 234                                     | 10 de febrero de 2019    | 3     | 5:00   | Melbourne                |                                                                  |
| Victoria  | 18-1   | Allan Nascimento               | Decisión (dividida)                     | Dana White's Contender Series Brazil 3      | 11 de agosto de 2018     | 3     | 5:00   | Las Vegas, Nevada        | Debut en el peso mosca.                                          |
| Victoria  | 17-1   | Iliarde Santos                 | KO (puñetazos)                          | Salvaterra Marajo Fight 7                   | 30 de septiembre de 2013 | 1     | 0:58   | Salvaterra               | Combate de peso gallo.                                           |
| Victoria  | 16-1   | Lisrael Pereira Figueiredo     | Sumisión (estrangulamiento del brazo)   | Pezão Combate: Raulian vs. Miojo            | 30 de septiembre de 2017 | 1     | 4:29   | Macapá                   |                                                                  |
| Victoria  | 15-1   | Renan Carlos dos Santos Silva  | Sumisión (estrangulamiento de anaconda) | Eco Fight Championship 18                   | 6 de mayo de 2017        | 2     | 2:08   | Macapá                   |                                                                  |
| Victoria  | 14-1   | Jefte Costa Brilhante          | Decisión (unánime)                      | W-Combat 21                                 | 15 de abril de 2017      | 3     | 5:00   | Santana                  |                                                                  |
| Victoria  | 13-1   | Adriano da Silva Santana       | Decisión (dividida)                     | North Extreme Cagefighting 31               | 10 de diciembre de 2016  | 3     | 5:00   | Macapá                   | Combate de peso acordado (142 libras).                           |
| Victoria  | 12-1   | Chrysangelo Moraes             | Decisión (unánime)                      | North Extreme Cagefighting 27               | 9 de julio de 2016       | 3     | 5:00   | Macapá                   | Ganó el Campeonato de Peso Gallo del NEC.                        |
| Victoria  | 11-1   | José Silva da Silva Jr.        | TKO (puñetazos)                         | North Extreme Cagefighting 25               | 4 de junio de 2016       | 3     | 0:49   | Oiapoque                 | Combate de peso gallo.                                           |
| Victoria  | 10-1   | Rogério Ferreira Furtado       | Decisión (unánime)                      | North Extreme Cagefighting 23               | 13 de febrero de 2016    | 3     | 5:00   | Santana                  | Combate de peso gallo.                                           |
| Victoria  | 9-1    | Klebson Freitas Araújo         | TKO (puñetazos)                         | Iron Man Vale Tudo 29                       | 19 de diciembre de 2015  | 1     | 1:12   | Macapá                   |                                                                  |
| Victoria  | 8-1    | Juvêncio Barbosa Coelho        | Decisión (unánime)                      | Expo Fight 16                               | 4 de noviembre de 2015   | 3     | 5:00   | Macapá                   |                                                                  |
| Victoria  | 7-1    | Jonas dos Santos               | Decisión (unánime)                      | Expo Fight 16                               | 4 de noviembre de 2015   | 3     | 5:00   | Macapá                   |                                                                  |
| Derrota   | 6-1    | Luan Lacerda                   | Sumisión (estrangulamiento de anaconda) | Eco Fight Championship 15                   | 3 de octubre de 2015     | 3     | 3:50   | Macapá                   |                                                                  |
| Victoria  | 6-0    | Lucas Bessa                    | Decisión (unánime)                      | North Extreme Cagefighting 17               | 9 de mayo de 2015        | 3     | 5:00   | Santana                  | Combate de peso gallo.                                           |
| Victoria  | 5-0    | Junior de Souza Valente        | Sumisión (kimura)                       | Gladiadores MMA 4: Simão vs. Roberto        | 20 de diciembre de 2014  | 2     | 1:46   | Macapá                   |                                                                  |
| Victoria  | 4-0    | Aluizio Bruno Silva dos Santos | Decisión (unánime)                      | W-Combat 20                                 | 13 de septiembre de 2014 | 3     | 5:00   | Macapá                   |                                                                  |
| Victoria  | 3-0    | Edflávio da Silva Freitas      | Decisión (unánime)                      | North Extreme Cagefighting 14               | 14 de junio de 2014      | 3     | 5:00   | Macapá                   |                                                                  |
| Victoria  | 2-0    | Werllen Furtado dos Santos     | Decisión (unánime)                      | W-Combat 19                                 | 21 de diciembre de 2013  | 3     | 5:00   | Macapá                   |                                                                  |
| Victoria  | 1-0    | Moisés Santos                  | Decisión (unánime)                      | ExpoFight Amapá                             | 1 de octubre de 2013     | 3     | 5:00   | Macapá                   |                                                                  |